# NOWベンチャーキャピタル
NOWベンチャーキャピタル (NOW Venture Capital) またはNOW株式会社（NOW, Inc.）は、日本東京都千代田区九段南1-5-5に本社を置くベンチャーキャピタル（VC）。2020年代アメリカのForbes誌が選定した「日本を代表する連続起業家」家入一真、みずほ証券株式会社の投資銀行部門出身の梶谷 亮介が共同代表である。NOWは2018年5月に設立した1号ファンド「Founder Foundry 1号投資事業有限責任組合」では、74社以上のスタートアップに対し、追加投資も含め約100件の投資を行なった。2021年、2号ファンドも設立し、合計約150億円規模のVCファンドを組成している。

## 主な投資先
２号ファンドの投資先は63社以上である。

## その他
NOWの意味は、「Next One For The World」。起業という行為は、既存の枠組みにとらわれず、未知の領域に挑戦する営みであるとされる。起業家は、まだ社会に存在しない価値や仕組みを構想し、それを実現することを目指す。一方、投資家は、そうした起業家の構想に共感し、資金や知見を提供することで、その実現を支援する立場にある。このような関係性において、投資は単なる資金提供にとどまらず、起業家と投資家が共にリスクを負いながら成果を目指す協働的な側面を持つとされる。そのため、起業家に対する理解と尊重、そして信頼関係の構築が重要であるというNOWの見解がある。